# Lijst van gemeentelijke monumenten in Leiden
De gemeente Leiden heeft 1.598 gemeentelijke monumenten. hieronder een overzicht. 

## Binnenstad-Noord
De Binnenstad noord kent 545 gemeentelijke monumenten, zie de Lijst van gemeentelijke monumenten in Binnenstad-Noord.

## Binnenstad-Zuid
De Binnenstad zuid kent 615 gemeentelijke monumenten, zie de Lijst van gemeentelijke monumenten in Binnenstad-Zuid.

## Boerhaavedistrict
Het Boerhaavedistrict kent 99 gemeentelijke monumenten, zie de Lijst van gemeentelijke monumenten in Boerhaavedistrict.

## Bos- en Gasthuisdistrict
Het Bos- en Gasthuisdistrict kent 108 gemeentelijke monumenten, zie de Lijst van gemeentelijke monumenten in Bos- en Gasthuisdistrict.

## Leiden-Noord
Leiden-Noord kent 41 gemeentelijke monumenten:
| Object | Bouwjaar         | Architect                  | Locatie                                                                     | Buurt           | Coördinaten                  | Nr.       | Afbeelding                                                                                                |
| --- | ---------------- | -------------------------- | --------------------------------------------------------------------------- | --------------- | ---------------------------- | --------- | --- |
| Woningen en woningbouwcomplexen                                                                           | 1919             | Jesse, H.J. & Splinter, J. | Ambonstraat 1-9, Driftstraat 84-112, Javastraat 9-13, Lombokstraat 11-35    | De Kooi         | 52° 9' 51" NB, 4° 30' 36" OL | 0546/1779 | Woningen en woningbouwcomplexen                                                                           |
| Kerk Kooikapel in Zakelijk Expressionisme stijl                                                           | 1933-1934        | Hoogevest, Gijs van        | Ambonstraat 11, Driftstraat 49a                                             | De Kooi         | 52° 9' 51" NB, 4° 30' 39" OL | 0546/1622 | Meer afbeeldingen                                                                                         |
| Trafohuisje in Kubistisch Expressionisme stijl                                                            | 1920-1930        |                            | Atjehstraat 12, 61                                                          | De Kooi         | 52° 9' 54" NB, 4° 30' 39" OL | 0546/1341 | Trafohuisje in Kubistisch Expressionisme stijl                                                            |
| Schoolgebouw in Expressionisme stijl, thans kinderdagverblijf                                             | 1933             | Neysingh, J.               | Atjehstraat 32                                                              | De Kooi         | 52° 9' 54" NB, 4° 30' 43" OL | 0546/1729 | Schoolgebouw in Expressionisme stijl, thans kinderdagverblijf                                             |
| Woningen en woningbouwcomplexen                                                                           | 1924             | Jesse, H.J. & Splinter, J. | Borneostraat 2-4, Driftstraat 1-1a, Lage Rijndijk 71-83a                    | De Kooi         | 52° 9' 42" NB, 4° 30' 38" OL | 0546/1780 | Woningen en woningbouwcomplexen                                                                           |
| Woonhuis                                                                                                  | XVIII            |                            | Driftstraat 2                                                               | De Kooi         | 52° 9' 42" NB, 4° 30' 37" OL | 0546/895  | Woonhuis                                                                                                  |
| Schoolgebouw in Zakelijk Expressionisme stijl, thans diverse functies                                     | 1927             | Neysingh, J.               | Driftstraat 77, Madoerastraat 22                                            | De Kooi         | 52° 9' 56" NB, 4° 30' 39" OL | 0546/1731 | Schoolgebouw in Zakelijk Expressionisme stijl, thans diverse functies                                     |
| Park Kooipark                                                                                             | ca 1920          |                            | Kooizicht 2                                                                 | De Kooi         | 52° 9' 48" NB, 4° 30' 25" OL | 0546/1748 | Meer afbeeldingen                                                                                         |
| Woningen en woningbouwcomplexen                                                                           | 1918             | Jesse, H.J. & Splinter, J. | Kooizicht 2-18                                                              | De Kooi         | 52° 9' 48" NB, 4° 30' 25" OL | 0546/1782 | Woningen en woningbouwcomplexen                                                                           |
| Woningen en woningbouwcomplexen                                                                           | 1918             | Jesse, H.J. & Splinter, J. | Kooizicht 48-56                                                             | De Kooi         | 52° 9' 48" NB, 4° 30' 30" OL | 0546/1783 | Woningen en woningbouwcomplexen                                                                           |
| Woonhuis, onderdeel van Veehouderij en Melkwinkel Lage Rijndijk                                           | XIXa             |                            | Lage Rijndijk 14-18                                                         | De Kooi         | 52° 9' 42" NB, 4° 30' 27" OL | 0546/1774 | Upload foto                                                                                               |
| Veehouderij, thans woningen en woningbouwcomplexen, onderdeel van Veehouderij en Melkwinkel Lage Rijndijk | 1850-1900;1905   |                            | Lage Rijndijk 20a                                                           | De Kooi         | 52° 9' 42" NB, 4° 30' 28" OL | 0546/1775 | Upload foto                                                                                               |
| Veehouderij, thans woningen en woningbouwcomplexen, onderdeel van Veehouderij en Melkwinkel Lage Rijndijk | 1850-1900;1905   |                            | Lage Rijndijk 14-20e                                                        | De Kooi         | 52° 9' 42" NB, 4° 30' 28" OL | 0546/1773 | Veehouderij, thans woningen en woningbouwcomplexen, onderdeel van Veehouderij en Melkwinkel Lage Rijndijk |
| Winkelwoning, thans appartementen, onderdeel van Veehouderij en Melkwinkel Lage Rijndijk                  | ca 1880          |                            | Lage Rijndijk 20-20e                                                        | De Kooi         | 52° 9' 42" NB, 4° 30' 28" OL | 0546/1776 | Upload foto                                                                                               |
| Woningen en woningbouwcomplexen                                                                           | 1924             | Jesse, H.J. & Splinter, J. | Lage Rijndijk 85-97a                                                        | De Kooi         | 52° 9' 42" NB, 4° 30' 41" OL | 0546/1781 | Woningen en woningbouwcomplexen                                                                           |
| Woonhuis                                                                                                  | 1896             |                            | Lage Rijndijk 94                                                            | De Kooi         | 52° 9' 41" NB, 4° 30' 41" OL | 0546/514  | Woonhuis                                                                                                  |
| Woonhuis in Hollandse Renaissance stijl                                                                   | 1889             |                            | Lage Rijndijk 96                                                            | De Kooi         | 52° 9' 41" NB, 4° 30' 43" OL | 0546/1355 | Woonhuis in Hollandse Renaissance stijl                                                                   |
| Trafohuisje in Nieuwe Haagse School stijl                                                                 | 1920-1930        |                            | Formosastraat 12a, Lombokstraat 2a                                          | De Kooi         | 52° 9' 46" NB, 4° 30' 33" OL | 0546/1342 | Trafohuisje in Nieuwe Haagse School stijl                                                                 |
| Woningen en woningbouwcomplexen                                                                           | 1919             | Jesse, H.J. & Splinter, J. | Ambonstraat 2-12, Atjehstraat 6-10, Driftstraat 114-144, Lombokstraat 37-63 | De Kooi         | 52° 9' 52" NB, 4° 30' 35" OL | 0546/1778 | Woningen en woningbouwcomplexen                                                                           |
| Woningen en woningbouwcomplexen                                                                           | 1918             | Jesse, H.J. & Splinter, J. | Atjehstraat 2-4, Javastraat 1-7, Lombokstraat 22-66, Parkstraat 1-43        | De Kooi         | 52° 9' 49" NB, 4° 30' 32" OL | 0546/1777 | Woningen en woningbouwcomplexen                                                                           |
| Kantoorwoning De Hoop                                                                                     | 1903-1906        |                            | Sumatrastraat 51-51k                                                        | De Kooi         | 52° 9' 47" NB, 4° 30' 47" OL | 0546/1620 | Upload foto                                                                                               |
| Woonhuis in Eclecticisme stijl                                                                            | 1885             |                            | Groenoordsplein 1                                                           | Groenoord       | 52° 10' 6" NB, 4° 29' 27" OL | 0546/1086 | Woonhuis in Eclecticisme stijl                                                                            |
| Woonhuis in Eclecticisme stijl                                                                            | 1885             |                            | Haarlemmerweg 45                                                            | Groenoord       | 52° 10' 6" NB, 4° 29' 26" OL | 0546/1090 | Woonhuis in Eclecticisme stijl                                                                            |
| Woonhuis in Eclecticisme stijl                                                                            | 1885             |                            | Haarlemmerweg 46                                                            | Groenoord       | 52° 10' 6" NB, 4° 29' 26" OL | 0546/1091 | Woonhuis in Eclecticisme stijl                                                                            |
| Woonhuis in Eclecticisme stijl                                                                            | 1885             |                            | Haarlemmerweg 47                                                            | Groenoord       | 52° 10' 6" NB, 4° 29' 26" OL | 0546/1092 | Woonhuis in Eclecticisme stijl                                                                            |
| Woonhuis in Eclecticisme stijl                                                                            | 1885             |                            | Haarlemmerweg 48                                                            | Groenoord       | 52° 10' 6" NB, 4° 29' 26" OL | 0546/1093 | Woonhuis in Eclecticisme stijl                                                                            |
| Bedrijfsruimte in Neo-renaissance stijl, thans bedrijfswoning                                             | 1904             |                            | Korte Hansenstraat 5-7                                                      | Groenoord       | 52° 9' 56" NB, 4° 29' 29" OL | 0546/1724 | Bedrijfsruimte in Neo-renaissance stijl, thans bedrijfswoning                                             |
| Dienstwoning, onderdeel van Slachthuiscomplex                                                             | 1902 (voorgevel) | Paul, H.                   | Maresingel 20                                                               | Groenoord       | 52° 9' 55" NB, 4° 29' 32" OL | 0546/1526 | Meer afbeeldingen                                                                                         |
| Dienstwoning Stedelijke fabrieken van gas en electriciteit in Interbellumstijl                            | 1933-1934        |                            | Maresingel 21-21a                                                           | Groenoord       | 52° 9' 54" NB, 4° 29' 38" OL | 0546/1544 | Dienstwoning Stedelijke fabrieken van gas en electriciteit in Interbellumstijl                            |
| Woonhuis in Eclecticisme stijl                                                                            | 1885             |                            | Musschenbroekstraat 3-3a                                                    | Groenoord       | 52° 10' 6" NB, 4° 29' 27" OL | 0546/1089 | Meer afbeeldingen                                                                                         |
| Administratiegebouw, onderdeel van Slachthuiscomplex                                                      | 1902 (voorgevel) | Paul, H.                   | Pasteurstraat 1a-3                                                          | Groenoord       | 52° 9' 56" NB, 4° 29' 31" OL | 0546/1527 | Administratiegebouw, onderdeel van Slachthuiscomplex                                                      |
| Diverse functies, onderdeel van Slachthuiscomplex                                                         | 1901-1903        | Paul, H.                   | Maresingel 20, Pasteurstraat 1a-3, 13-15b, Slachthuislaan 25, 31            | Groenoord       | 52° 9' 56" NB, 4° 29' 30" OL | 0546/1525 | Diverse functies, onderdeel van Slachthuiscomplex                                                         |
| Bedrijfsruimte, onderdeel van Slachthuiscomplex                                                           | 1901-1903        | Paul, H.                   | Pasteurstraat 13-15b                                                        | Groenoord       | 52° 9' 59" NB, 4° 29' 31" OL | 0546/1528 | Bedrijfsruimte, onderdeel van Slachthuiscomplex                                                           |
| Elektriciteitscentrale in Wederopbouwarchitectuur stijl                                                   | 1955             | Hamerpagt, G.              | Pasteurstraat 101                                                           | Groenoord       | 52° 10' 4" NB, 4° 29' 34" OL | 0546/1623 | Upload foto                                                                                               |
| Veestal, onderdeel van Slachthuiscomplex                                                                  | 1901-1903        | Paul, H.                   | Slachthuislaan 25                                                           | Groenoord       | 52° 9' 57" NB, 4° 29' 36" OL | 0546/1530 | Veestal, onderdeel van Slachthuiscomplex                                                                  |
| Kantine, thans kantoorgebouw, onderdeel van Slachthuiscomplex                                             | 1901-1903        | Paul, H.                   | Slachthuislaan 25                                                           | Groenoord       | 52° 9' 57" NB, 4° 29' 36" OL | 0546/1529 | Kantine, thans kantoorgebouw, onderdeel van Slachthuiscomplex                                             |
| Slachthuis, onderdeel van Slachthuiscomplex                                                               | 1901-1903        | Paul, H.                   | Slachthuislaan 31                                                           | Groenoord       | 52° 9' 56" NB, 4° 29' 37" OL | 0546/1531 | Slachthuis, onderdeel van Slachthuiscomplex                                                               |
| Winkelwoning in Interbellumstijl                                                                          | 1932-1933        | Verstraaten, P.            | Herensingel 25 t/m 26                                                       | Noorderkwartier | 52° 9' 48" NB, 4° 30' 14" OL | 0546/1546 | Winkelwoning in Interbellumstijl                                                                          |
| Fabrieksschoorsteen De Arend                                                                              | 1932             | Groenewegen, G.H.G.        | Herensingel 27g                                                             | Noorderkwartier | 52° 9' 48" NB, 4° 30' 19" OL | 0546/1522 | Fabrieksschoorsteen De Arend                                                                              |
| Schoolgebouw Basisschool De Dolfijn                                                                       | 1922             | Kraan, A.T.                | Lusthoflaan 4                                                               | Noorderkwartier | 52° 9' 51" NB, 4° 30' 15" OL | 0546/1743 | Meer afbeeldingen                                                                                         |
| Theepaviljoen, thans kantoorwoning                                                                        | 1835 / XIX       |                            | Maresingel 74 t/m 75                                                        | Noorderkwartier | 52° 9' 50" NB, 4° 30' 1" OL  | 0546/1547 | Theepaviljoen, thans kantoorwoning                                                                        |

## Morsdistrict
Het Morsdistrict kent 4 gemeentelijke monumenten:
| Object                                                  | Bouwjaar  | Architect                      | Locatie              | Buurt          | Coördinaten                  | Nr.       | Afbeelding                                        |
| ------------------------------------------------------- | --------- | ------------------------------ | -------------------- | -------------- | ---------------------------- | --------- | ------------------------------------------------- |
| Woonhuis, voormalig schoolgebouw en onderwijzerswoning. | 1875-1900 |                                | Hoge Morsweg 115-117 | Hoge Mors      | 52° 9' 21" NB, 4° 27' 27" OL | 0546/1740 | Meer afbeeldingen                                 |
| Schoolgebouw Pacelli school                             | 1955      | Oerle, H.A. van en Schrama, J. | Damlaan 22           | Lage Mors      | 52° 9' 29" NB, 4° 28' 6" OL  | 0546/1746 | Meer afbeeldingen                                 |
| Verdedigingsw. algemeen                                 |           |                                | Morsweg 1            | Transvaalbuurt | 52° 9' 43" NB, 4° 28' 50" OL | 0546/1765 | Verdedigingsw. algemeen                           |
| Winkelwoning in Neo-renaissance (elementen) stijl       | 1900-1910 |                                | Morsweg 57-57b       | Transvaalbuurt | 52° 9' 38" NB, 4° 28' 36" OL | 0546/1278 | Winkelwoning in Neo-renaissance (elementen) stijl |

## Roodenburgerdistrict
Het Roodenburgerdistrict kent 122 gemeentelijke monumenten, lijst van gemeentelijke monumenten in Roodenburgerdistrict

## Stationsdistrict
Het Stationsdistrict kent 54 gemeentelijke monumenten:
| Object                                              | Bouwjaar                                  | Architect    | Locatie                      | Coördinaten                  | Nr.       | Afbeelding                                          |
| --------------------------------------------------- | ----------------------------------------- | ------------ | ---------------------------- | ---------------------------- | --------- | --------------------------------------------------- |
| Woonhuis in Chaletstijl                             | 1880-1900                                 |              | Aloëlaan 33                  | 52° 9' 59" NB, 4° 29' 15" OL | 0546/1410 | Woonhuis in Chaletstijl                             |
| Woonhuis in Chaletstijl                             | XIXd                                      |              | Aloëlaan 35                  | 52° 9' 59" NB, 4° 29' 15" OL | 0546/1411 | Woonhuis in Chaletstijl                             |
| Woonhuis                                            | XIXd                                      |              | Maredijk 11                  | 52° 9' 55" NB, 4° 29' 21" OL | 0546/1365 | Woonhuis                                            |
| Woonhuis                                            | XIXd                                      |              | Maredijk 13                  | 52° 9' 55" NB, 4° 29' 21" OL | 0546/1366 | Woonhuis                                            |
| Woonhuis in Neo-renaissance stijl                   | XIX-B                                     |              | Maredijk 15                  | 52° 9' 56" NB, 4° 29' 22" OL | 0546/1141 | Woonhuis in Neo-renaissance stijl                   |
| Woonhuis                                            | ca 1840                                   |              | Maredijk 16                  | 52° 9' 54" NB, 4° 29' 20" OL | 0546/1621 | Woonhuis                                            |
| Drukkerij in Neo-renaissance stijl                  | circa 1900                                |              | Maredijk 17-17c              | 52° 9' 56" NB, 4° 29' 21" OL | 0546/1367 | Drukkerij in Neo-renaissance stijl                  |
| Winkelwoning                                        | 1913                                      |              | Maredijk 18                  | 52° 9' 55" NB, 4° 29' 20" OL | 0546/1406 | Winkelwoning                                        |
| Speelgebouw, thans woonhuis                         | ca 1730 (verbouwing 1852-1853 tot woning) |              | Maredijk 21                  | 52° 9' 57" NB, 4° 29' 21" OL | 0546/1407 | Speelgebouw, thans woonhuis                         |
| Speelgebouw, thans woonhuis                         | XVIII (verbouwing 1852-1853 tot woning)   |              | Maredijk 23                  | 52° 9' 57" NB, 4° 29' 21" OL | 0546/1409 | Speelgebouw, thans woonhuis                         |
| Woonhuis in Hollandse Renaissance (elementen) stijl | 1893                                      | Mulder, W.C. | Maredijk 24-26               | 52° 9' 55" NB, 4° 29' 20" OL | 0546/1368 | Woonhuis in Hollandse Renaissance (elementen) stijl |
| Woonhuis in Hollandse Renaissance (elementen) stijl | 1893                                      | Mulder, W.C. | Maredijk 28                  | 52° 9' 55" NB, 4° 29' 20" OL | 0546/1369 | Woonhuis in Hollandse Renaissance (elementen) stijl |
| Woonhuis in Hollandse Renaissance (elementen) stijl | 1893                                      | Mulder, W.C. | Maredijk 30                  | 52° 9' 56" NB, 4° 29' 20" OL | 0546/1370 | Meer afbeeldingen                                   |
| Woonhuis in Hollandse Renaissance (elementen) stijl | 1893                                      | Mulder, W.C. | Maredijk 32                  | 52° 9' 56" NB, 4° 29' 20" OL | 0546/1371 | Woonhuis in Hollandse Renaissance (elementen) stijl |
| Woonhuis in Hollandse Renaissance (elementen) stijl | 1893                                      | Mulder, W.C. | Maredijk 34                  | 52° 9' 56" NB, 4° 29' 20" OL | 0546/1372 | Woonhuis in Hollandse Renaissance (elementen) stijl |
| Woonhuis                                            | 1840                                      |              | Maredijk 36                  | 52° 9' 57" NB, 4° 29' 20" OL | 0546/1399 | Woonhuis                                            |
| Woonhuis in Neo-renaissance stijl                   | XIXd                                      | Jesse, H.J.  | Marislaan 1a-1b              | 52° 9' 56" NB, 4° 29' 13" OL | 0546/1373 | Woonhuis in Neo-renaissance stijl                   |
| Woonhuis in Neo-renaissance stijl                   | XIXd                                      | Jesse, H.J.  | Marislaan 3                  | 52° 9' 56" NB, 4° 29' 13" OL | 0546/1374 | Woonhuis in Neo-renaissance stijl                   |
| Woonhuis in Neo-renaissance stijl                   | XIXd                                      | Jesse, H.J.  | Marislaan 5                  | 52° 9' 56" NB, 4° 29' 13" OL | 0546/1375 | Woonhuis in Neo-renaissance stijl                   |
| Woonhuis in Neo-renaissance stijl                   | XIXd                                      |              | Marislaan 13                 | 52° 9' 57" NB, 4° 29' 13" OL | 0546/1376 | Woonhuis in Neo-renaissance stijl                   |
| Woonhuis in Neo-renaissance stijl                   | XIXd                                      |              | Marislaan 15                 | 52° 9' 57" NB, 4° 29' 13" OL | 0546/1377 | Woonhuis in Neo-renaissance stijl                   |
| Woonhuis in Neo-renaissance stijl                   | XIXd                                      |              | Marislaan 17                 | 52° 9' 58" NB, 4° 29' 13" OL | 0546/1378 | Woonhuis in Neo-renaissance stijl                   |
| Speelgebouw, thans woonhuis                         | XVII-B                                    |              | Marislaan 19                 | 52° 9' 58" NB, 4° 29' 13" OL | 0546/1362 | Speelgebouw, thans woonhuis                         |
| Woonhuis in Eclecticisme stijl                      | ca 1865 (gevel) (oudere oorsprong)        |              | Marislaan 21                 | 52° 9' 58" NB, 4° 29' 13" OL | 0546/1379 | Woonhuis in Eclecticisme stijl                      |
| Woonhuis in Hollandse Renaissance (elementen) stijl | 1893                                      | Mulder, W.C. | Piet Heinstraat 1            | 52° 9' 56" NB, 4° 29' 20" OL | 0546/1380 | Woonhuis in Hollandse Renaissance (elementen) stijl |
| Woonhuis in Hollandse Renaissance (elementen) stijl | 1893                                      | Mulder, W.C. | Piet Heinstraat 2            | 52° 9' 55" NB, 4° 29' 20" OL | 0546/1390 | Woonhuis in Hollandse Renaissance (elementen) stijl |
| Woonhuis in Hollandse Renaissance (elementen) stijl | 1893                                      | Mulder, W.C. | Piet Heinstraat 3            | 52° 9' 56" NB, 4° 29' 19" OL | 0546/1381 | Woonhuis in Hollandse Renaissance (elementen) stijl |
| Woonhuis in Hollandse Renaissance (elementen) stijl | 1893                                      | Mulder, W.C. | Piet Heinstraat 4            | 52° 9' 55" NB, 4° 29' 19" OL | 0546/1391 | Woonhuis in Hollandse Renaissance (elementen) stijl |
| Woonhuis in Hollandse Renaissance (elementen) stijl | 1893                                      | Mulder, W.C. | Piet Heinstraat 5            | 52° 9' 56" NB, 4° 29' 19" OL | 0546/1382 | Woonhuis in Hollandse Renaissance (elementen) stijl |
| Woonhuis in Hollandse Renaissance (elementen) stijl | 1893                                      | Mulder, W.C. | Piet Heinstraat 6            | 52° 9' 55" NB, 4° 29' 19" OL | 0546/1392 | Woonhuis in Hollandse Renaissance (elementen) stijl |
| Woonhuis in Hollandse Renaissance (elementen) stijl | 1893                                      | Mulder, W.C. | Piet Heinstraat 7            | 52° 9' 56" NB, 4° 29' 19" OL | 0546/1383 | Woonhuis in Hollandse Renaissance (elementen) stijl |
| Woonhuis in Hollandse Renaissance (elementen) stijl | 1893                                      | Mulder, W.C. | Piet Heinstraat 8            | 52° 9' 55" NB, 4° 29' 19" OL | 0546/1393 | Woonhuis in Hollandse Renaissance (elementen) stijl |
| Woonhuis in Hollandse Renaissance (elementen) stijl | 1893                                      | Mulder, W.C. | Piet Heinstraat 9            | 52° 9' 56" NB, 4° 29' 19" OL | 0546/1384 | Woonhuis in Hollandse Renaissance (elementen) stijl |
| Woonhuis in Hollandse Renaissance (elementen) stijl | 1893                                      | Mulder, W.C. | Piet Heinstraat 10           | 52° 9' 55" NB, 4° 29' 19" OL | 0546/1444 | Woonhuis in Hollandse Renaissance (elementen) stijl |
| Woonhuis in Hollandse Renaissance (elementen) stijl | 1893                                      | Mulder, W.C. | Piet Heinstraat 11           | 52° 9' 56" NB, 4° 29' 18" OL | 0546/1385 | Woonhuis in Hollandse Renaissance (elementen) stijl |
| Woonhuis in Hollandse Renaissance (elementen) stijl | 1893                                      | Mulder, W.C. | Piet Heinstraat 12           | 52° 9' 55" NB, 4° 29' 19" OL | 0546/1445 | Woonhuis in Hollandse Renaissance (elementen) stijl |
| Woonhuis in Hollandse Renaissance (elementen) stijl | 1893                                      | Mulder, W.C. | Piet Heinstraat 13           | 52° 9' 56" NB, 4° 29' 18" OL | 0546/1386 | Woonhuis in Hollandse Renaissance (elementen) stijl |
| Woonhuis in Hollandse Renaissance (elementen) stijl | 1893                                      | Mulder, W.C. | Piet Heinstraat 14           | 52° 9' 55" NB, 4° 29' 18" OL | 0546/1394 | Woonhuis in Hollandse Renaissance (elementen) stijl |
| Woonhuis in Hollandse Renaissance (elementen) stijl | 1893                                      | Mulder, W.C. | Piet Heinstraat 15           | 52° 9' 56" NB, 4° 29' 18" OL | 0546/1387 | Woonhuis in Hollandse Renaissance (elementen) stijl |
| Woonhuis in Hollandse Renaissance stijl             | 1893                                      | Mulder, W.C. | Piet Heinstraat 16           | 52° 9' 55" NB, 4° 29' 18" OL | 0546/1395 | Woonhuis in Hollandse Renaissance stijl             |
| Woonhuis in Hollandse Renaissance (elementen) stijl | 1893                                      | Mulder, W.C. | Piet Heinstraat 17           | 52° 9' 56" NB, 4° 29' 18" OL | 0546/1388 | Woonhuis in Hollandse Renaissance (elementen) stijl |
| Woonhuis in Hollandse Renaissance (elementen) stijl | 1893                                      | Mulder, W.C. | Piet Heinstraat 18           | 52° 9' 55" NB, 4° 29' 18" OL | 0546/1396 | Woonhuis in Hollandse Renaissance (elementen) stijl |
| Woonhuis in Hollandse Renaissance (elementen) stijl | 1893                                      | Mulder, W.C. | Piet Heinstraat 19           | 52° 9' 56" NB, 4° 29' 18" OL | 0546/1389 | Woonhuis in Hollandse Renaissance (elementen) stijl |
| Woonhuis in Hollandse Renaissance (elementen) stijl | 1893                                      | Mulder, W.C. | Piet Heinstraat 20           | 52° 9' 55" NB, 4° 29' 18" OL | 0546/1397 | Woonhuis in Hollandse Renaissance (elementen) stijl |
| Woonhuis in Neo-Hollandse Renaissance stijl         | 1897                                      |              | Rijnsburgersingel 2-2a       | 52° 9' 52" NB, 4° 29' 6" OL  | 0546/1548 | Woonhuis in Neo-Hollandse Renaissance stijl         |
| Woningen en woningbouwcomplexen                     | 1878                                      |              | Rijnsburgersingel 43 t/m 54a | 52° 9' 54" NB, 4° 29' 7" OL  | 0546/18   | Woningen en woningbouwcomplexen                     |
| Bedrijfswoning in Chaletstijl                       | 1897                                      |              | Rijnsburgersingel 78 t/m 79  | 52° 9' 54" NB, 4° 29' 18" OL | 0546/1160 | Meer afbeeldingen                                   |
| Woonhuis in Neo-renaissance (elementen) stijl       | XIXd                                      |              | Rijnsburgersingel 88         | 52° 9' 53" NB, 4° 29' 21" OL | 0546/1398 | Meer afbeeldingen                                   |
| Woonhuis in Neo-renaissance (elementen) stijl       | XIXd                                      |              | Rijnsburgersingel 89         | 52° 9' 53" NB, 4° 29' 21" OL | 0546/1400 | Meer afbeeldingen                                   |
| Woonhuis                                            | ca 1900 (oudere oorsprong)                |              | Rijnsburgersingel 90         | 52° 9' 53" NB, 4° 29' 21" OL | 0546/1401 | Meer afbeeldingen                                   |
| Woonhuis                                            | ca 1900 (oudere oorsprong)                |              | Rijnsburgersingel 91-91a, 92 | 52° 9' 53" NB, 4° 29' 22" OL | 0546/1402 | Meer afbeeldingen                                   |
| Winkelwoning in Eclecticisme stijl                  | circa 1895                                |              | Stationsweg 21-21a           | 52° 9' 53" NB, 4° 29' 3" OL  | 0546/3    | Meer afbeeldingen                                   |
| Woonhuis                                            | ca 1875                                   |              | Stationsweg 32               | 52° 9' 54" NB, 4° 29' 2" OL  | 0546/62   | Meer afbeeldingen                                   |
| Woonhuis                                            | 1896                                      |              | Vaartstraat 1                | 52° 10' 5" NB, 4° 29' 23" OL | 0546/1405 | Woonhuis                                            |

## Stevenshof
Het Stevenshof kent 2 gemeentelijke monumenten, beiden in de wijk Kloosterhof:
| Object                                                              | Bouwjaar    | Architect           | Locatie           | Coördinaten                 | Nr.       | Afbeelding                                                          |
| ------------------------------------------------------------------- | ----------- | ------------------- | ----------------- | --------------------------- | --------- | ------------------------------------------------------------------- |
| Klooster in Interbellumstijl, thans woningen en woningbouwcomplexen | ca 1928     |                     | Rijndijk 281-281a | 52° 9' 28" NB, 4° 27' 1" OL | 0546/1560 | Klooster in Interbellumstijl, thans woningen en woningbouwcomplexen |
| Kerk Maria Middelares aller Genade in Delftse School stijl          | 1946 / 1948 | Van Oerle & Schrama | Rijndijk 283      | 52° 9' 29" NB, 4° 27' 1" OL | 0546/1558 | Meer afbeeldingen                                                   |